# Poa curtifolia
Poa curtifolia là một loài cỏ trong họ hòa thảo, thuộc chi poa.